# Alex Contreras
Alex Alonso Contreras Miranda ist ein peruanischer Ökonom und Politiker. Er ist seit Dezember 2022 Wirtschafts- und Finanzminister Perus in der Regierung von Dina Boluarte.

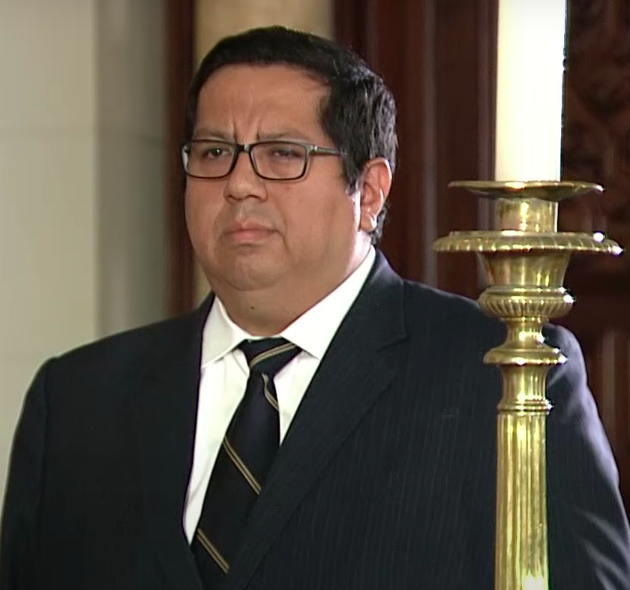
Alex Contreras (2022)

## Leben
Im Jahr 2010 erwarb er einen Bachelor-Abschluss in Wirtschaftsingenieurwesen an der Universidad Nacional de Ingeniería (Perú). Er besitzt einen Master of Arts in Wirtschaftspolitik vom Williams College in den Vereinigten Staaten.
Beruflicher Werdegang
Von 2007 bis 2019 war er in unterschiedlichen Abteilungen der Zentralbank von Peru tätig.
Von Januar 2019 bis August 2021 war er Leiter der Generaldirektion für makroökonomische Politik und fiskalische Dezentralisierung im Ministerium für Wirtschaft und Finanzen.
Im August 2021 wurde er zum stellvertretenden Wirtschaftsminister des Ministeriums für Wirtschaft und Finanzen ernannt. Er trat zurück, als er zum Staatsminister ernannt wurde, aber sein Rücktritt wurde erst am 12. Dezember 2022 angenommen.
Akademische Laufbahn
Er war Professor für den Studiengang Wirtschaftspolitik und Geldwirtschaft an der Universidad Nacional de Ingeniería. Darüber hinaus lehrte er an der Universität Piura, der Universität San Martín de Porres, der Universidad Peruana de Ciencias Aplicadas, der Pontificia Universidad Católica del Perú und der Universidad de Ciencia y Tecnología (UTEC) in Fächern wie Ökonometrie, Makroökonometrie, Makroökonomie, Finanzwirtschaft und Geldtheorie.
Er hat außerdem mehrere Artikel in in- und ausländischen Fachzeitschriften über Geldpolitik, das Finanzsystem und Bankenregulierung  veröffentlicht.
Minister für Wirtschaft und Finanzen
Am 10. Dezember 2022 wurde er von Präsidentin Dina Boluarte zum peruanischen Minister für Wirtschaft und Finanzen ernannt und vereidigt.